# Золотая подкова (награда)
Приз «Золотая Подкова» — ежегодная награда трем лучшим игрокам футбольного, баскетбольного и хоккейного клуба ЦСКА, присуждаемая болельщиками по результатам голосования на сайте «Red-army» Архивная копия от 2 апреля 2022 на Wayback Machine.

## Название
Название награды происходит, очевидно, от прозвища - «кони». Причин появления прозвища несколько. Все они корнями уходят в далекие 20-е годы XX века. По одной из версий считается, что команда получила это прозвище, по причине их места выступления. Команда в те годы базировалась на поляне, которая в дореволюционные годы была манежем кирасирского полка. Вторая версия говорит о том, что команда базировалась на площадке Всеобуча, а в хозяйстве там присутствовали лошади. Есть еще версия о связи с конной армией Буденного.

## Регламент
По результатам голосования в конце сезона трем лучшим игрокам вручаются следующие призы: за третье место — «Бронзовая подкова», за второе место — «Серебряная подкова», за первое место — «Золотая подкова». Голосование болельщиков проходит в Интернете на сайте red-army.ru. Тройка лучших игроков определяется по результатам каждого официального матча. За первое место игрок получает 3 балла, за второе — 2 балла, за третье — 1 балл. Баллы, полученные игроками за матч, идут в зачет общего голосования по итогам сезона. Вручение призов по результатам голосования за сезон осуществляется на официальном награждении команды по итогам года либо на специально организованном для этого мероприятии. Решения по спорным вопросам принимаются Наблюдательным советом.

## Победители
| Сезон     | Вид спорта         | Золотая подкова    | Серебряная подкова         | Бронзовая подкова |
| --------- | ------------------ | ------------------ | -------------------------- | ----------------- |
| 2002      | Футбол             | Сергей Семак       | Ролан Гусев                | Элвер Рахимич     |
| 2003      |                    |                    |                            |                   |
| Футбол    | Ролан Гусев        | Ивица Олич         | Сергей Семак и Иржи Ярошик |                   |
| Баскетбол | Маркус Браун       | Мирсад Тюркджан    | Сергей Моня                |                   |
| 2004      |                    |                    |                            |                   |
| Футбол    | Сергей Семак       | Иржи Ярошик        | Юрий Жирков                |                   |
| Баскетбол | Маркус Браун       | Теодорос Папалукас | Дэвид Андерсен             |                   |
| Хоккей    | Александр Фролов   | Иржи Трвай         | Николай Жердев             |                   |
| 2005      |                    |                    |                            |                   |
| Футбол    | Даниэл Карвальо    | Игорь Акинфеев     | Юрий Жирков                |                   |
| Баскетбол | Матьяж Смодиш      | Теодорос Папалукас | Джон Роберт Холден         |                   |
| Хоккей    | Сергей Мозякин     | Александр Фомичёв  | Петерис Скудра             |                   |
| 2006      |                    |                    |                            |                   |
| Футбол    | Жо                 | Игорь Акинфеев     | Юрий Жирков                |                   |
| Баскетбол | Теодорос Папалукас | Матьяж Смодиш      | Дэвид Андерсен             |                   |
| Хоккей    | Вадим Епанчинцев   | Денис Паршин       | Петерис Скудра             |                   |
| 2007      |                    |                    |                            |                   |
| Футбол    | Юрий Жирков        | Вагнер Лав         | Жо                         |                   |
| Баскетбол | Дэвид Андерсен     | Траджан Лэнгдон    | Рамунас Шишкаускас         |                   |
| Хоккей    | Олег Сапрыкин      | Вадим Епанчинцев   | Томас Лоусон               |                   |
| 2008      |                    |                    |                            |                   |
| Футбол    | Юрий Жирков        | Игорь Акинфеев     | Алан Дзагоев               |                   |
| Баскетбол | Виктор Хряпа       | Рамунас Шишкаускас | Эразем Лорбек              |                   |
| Хоккей    | Сергей Широков     | Денис Паршин       | Константин Барулин         |                   |
| 2009      |                    |                    |                            |                   |
| Футбол    | Милош Красич       | Игорь Акинфеев     | Алан Дзагоев               |                   |
| Баскетбол | Виктор Хряпа       | Рамунас Шишкаускас | Джон Роберт Холден         |                   |
| Хоккей    | Денис Паршин       | Константин Барулин | Никита Филатов             |                   |
| 2010      |                    |                    |                            |                   |
| Футбол    | Игорь Акинфеев     | Вагнер Лав         | Марк Гонсалес              |                   |
| Баскетбол | Андрей Воронцевич  | Джамонт Гордон     | Траджан Лэнгдон            |                   |
| Хоккей    | Денис Паршин       | Егор Михайлов      | Алексей Бадюков            |                   |
| 2011      |                    |                    |                            |                   |
| Футбол    | Сейду Думбия       | Алан Дзагоев       | Игорь Акинфеев             |                   |
| Баскетбол | нет данных         | нет данных         | нет данных                 |                   |
| Хоккей    | Сергей Андронов    | Алексей Бадюков    | Вячеслав Буравчиков        |                   |
| 2012      |                    |                    |                            |                   |
| Футбол    | Зоран Тошич        | Кейсуке Хонда      | Понтус Вернблум            |                   |
| Баскетбол | нет данных         | нет данных         | нет данных                 |                   |
| Хоккей    | нет данных         | нет данных         | нет данных                 |                   |
| 2013      |                    |                    |                            |                   |
| Футбол    | нет данных         | нет данных         | нет данных                 |                   |
| Баскетбол | нет данных         | нет данных         | нет данных                 |                   |
| Хоккей    | нет данных         | нет данных         | нет данных                 |                   |
| 2014      |                    |                    |                            |                   |
| Футбол    | Роман Ерёменко     | Игорь Акинфеев     | Бибрас Натхо               |                   |
| Баскетбол | Андрей Воронцевич  | Милош Теодосич     | Нандо де Коло              |                   |
| Хоккей    | нет данных         | нет данных         | нет данных                 |                   |
| 2015      |                    |                    |                            |                   |
| Футбол    | Игорь Акинфеев     | Понтус Вернблум    | Ахмед Муса                 |                   |
| Баскетбол | нет данных         | нет данных         | нет данных                 |                   |
| Хоккей    | нет данных         | нет данных         | нет данных                 |                   |

## Интересные факты
- На церемонии вручения футбольной «Золотой подковы-2004» Сергей Семак получил главный приз уже будучи игроком французского клуба «Пари Сен-Жермен»[1]. Ещё перед этим Иржи Ярошик, также ушедший из армейского клуба (в «Челси»), получил свою «Серебряную подкову» в Лондоне, после окончания матча против «Манчестер Сити»[2].
- На церемонии вручения футбольной «Золотой подковы-2005» главный приз Даниэл Карвальо получил из рук посла Бразилии в России Карлоса Аугусто Рего Сантоса-Невиса, который выразил восхищение игрой своего соотечественника[3].
- «Серебряная подкова-2004» по хоккею была вручена в мае 2006 года Иржи Трваю Архивная копия от 2 августа 2008 на Wayback Machine у него дома в городе Острава на границе с Польшей, когда он выступал за хоккейный клуб «Зноймо» (Znojemští orli (недоступная ссылка)) из одноимённого города.